# 袋倉駅
袋倉駅（ふくろぐらえき）は、群馬県吾妻郡嬬恋村大字袋倉にある、東日本旅客鉄道（JR東日本）吾妻線の駅である。

## 歴史
- 1971年（昭和46年）3月7日：国鉄の駅として開設[1][2]。無人駅。
- 1987年（昭和62年）4月1日：国鉄分割民営化に伴い、JR東日本の駅となる[3]。
- 2014年（平成26年）10月1日：東京近郊区間に編入される[4]。

## 駅構造
単式ホーム1面1線を有する地上駅。
長野原草津口駅管理の無人駅。ホーム上に待合室が設置されているが、駅舎は無い。

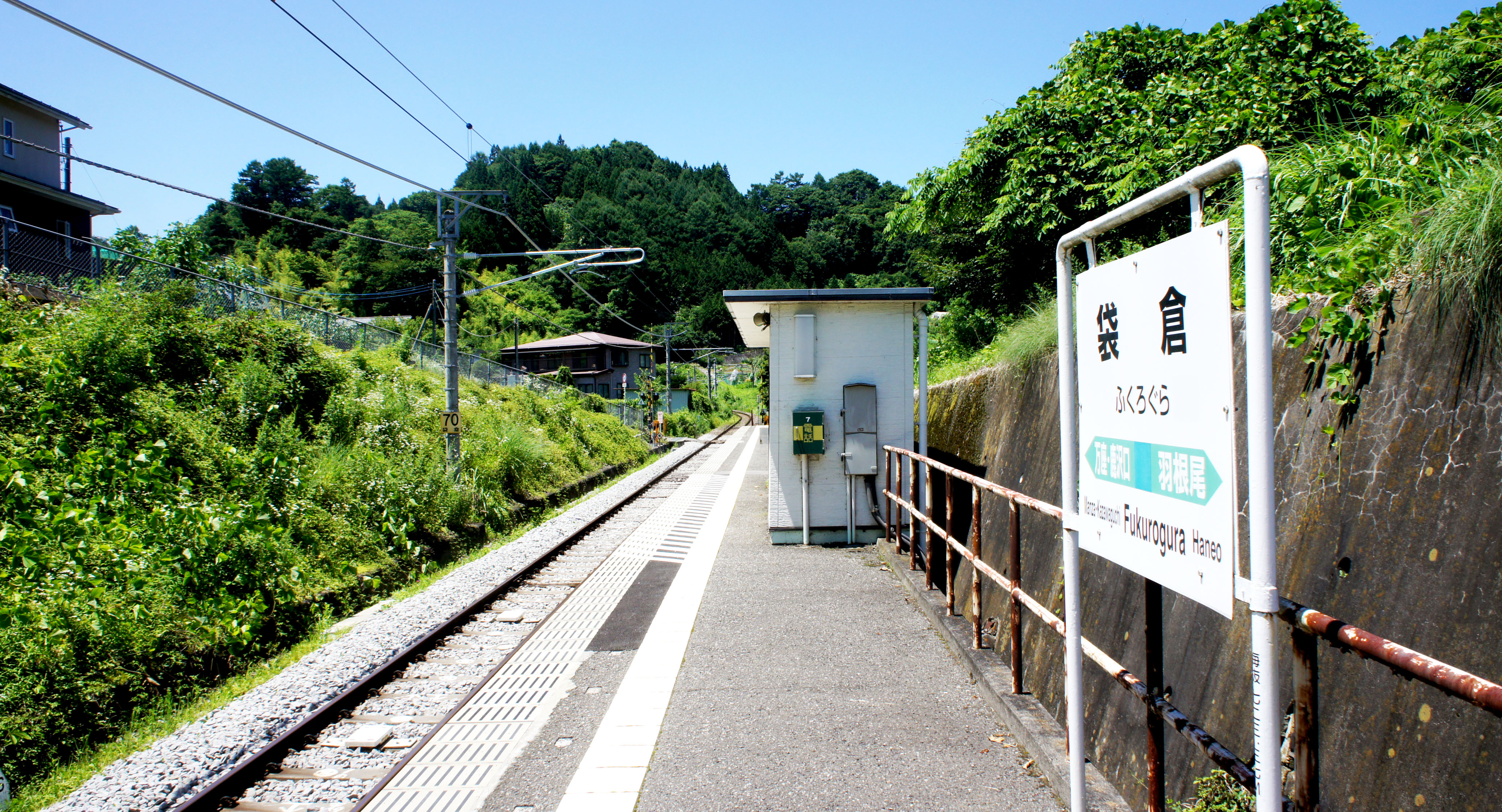
ホーム（2021年7月）

## 利用状況
群馬県統計年鑑によると、1日平均乗車人員は以下の通り。
| 年度   | 1日平均 乗車人員 |
| ------ | ---------------- |
| 2002年 | 22               |
| 2003年 | 24               |
| 2004年 | 24               |
| 2005年 | 25               |
| 2006年 | 20               |
| 2007年 | 23               |
| 2008年 | 19               |
| 2009年 | 21               |
| 2010年 | 20               |
| 2011年 | 19               |

## 駅周辺
- 半出来温泉[1]
- 吾妻川

## 隣の駅
東日本旅客鉄道（JR東日本）
■吾妻線
羽根尾駅 - 袋倉駅 - 万座・鹿沢口駅